# Сайёд (район Рудаки)
Сайёд (тадж. Сайёд; до 2008 года — Шуртугай) — село в районе Рудаки Республики Таджикистан. Входит в состав джамоата (сельской общины) Эсанбой района Рудаки.
Находится на расстоянии 85 км от райцентра (пгт. Сомониён) и 20 км от центра общины (село Эсанбой).
Население — 771 чел. (2017).